# Souimanga à bec droit
Anthreptes rectirostris
Espèce
Synonymes
- Certhia rectirostris Shaw, 1812[1]

Statut de conservation UICN

LC : Préoccupation mineure
Le Souimanga à bec droit (Anthreptes rectirostris) est une espèce d'oiseaux passereaux de la famille des Nectariniidae.

## Répartition et habitat
Le Souimanga à bec droit est présent en Côte d'Ivoire, au Ghana, en Guinée, au Liberia, au Sierra Leone et au Togo et ce depuis le niveau de la mer jusqu'à 800 m d'altitude.

## Liste des sous-espèces
Liste des sous-espèces selon GBIF (5 septembre 2021) :
- Anthreptes rectirostris subsp. rectirostris
- Anthreptes rectirostris subsp. tephrolaemus (Jardine & Fraser, 1852)

## Galerie

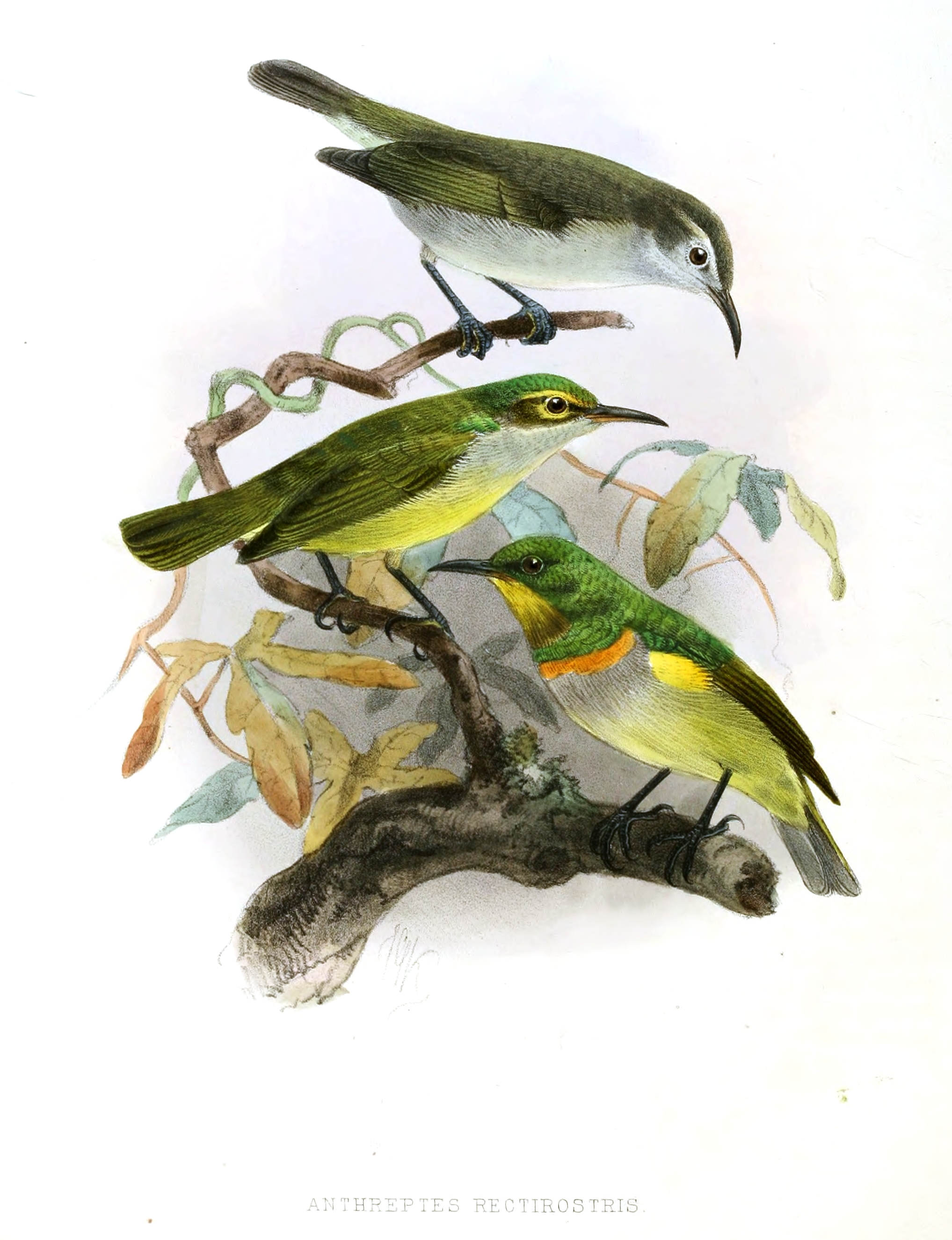
Illustration de George Ernest Shelley en 1880.
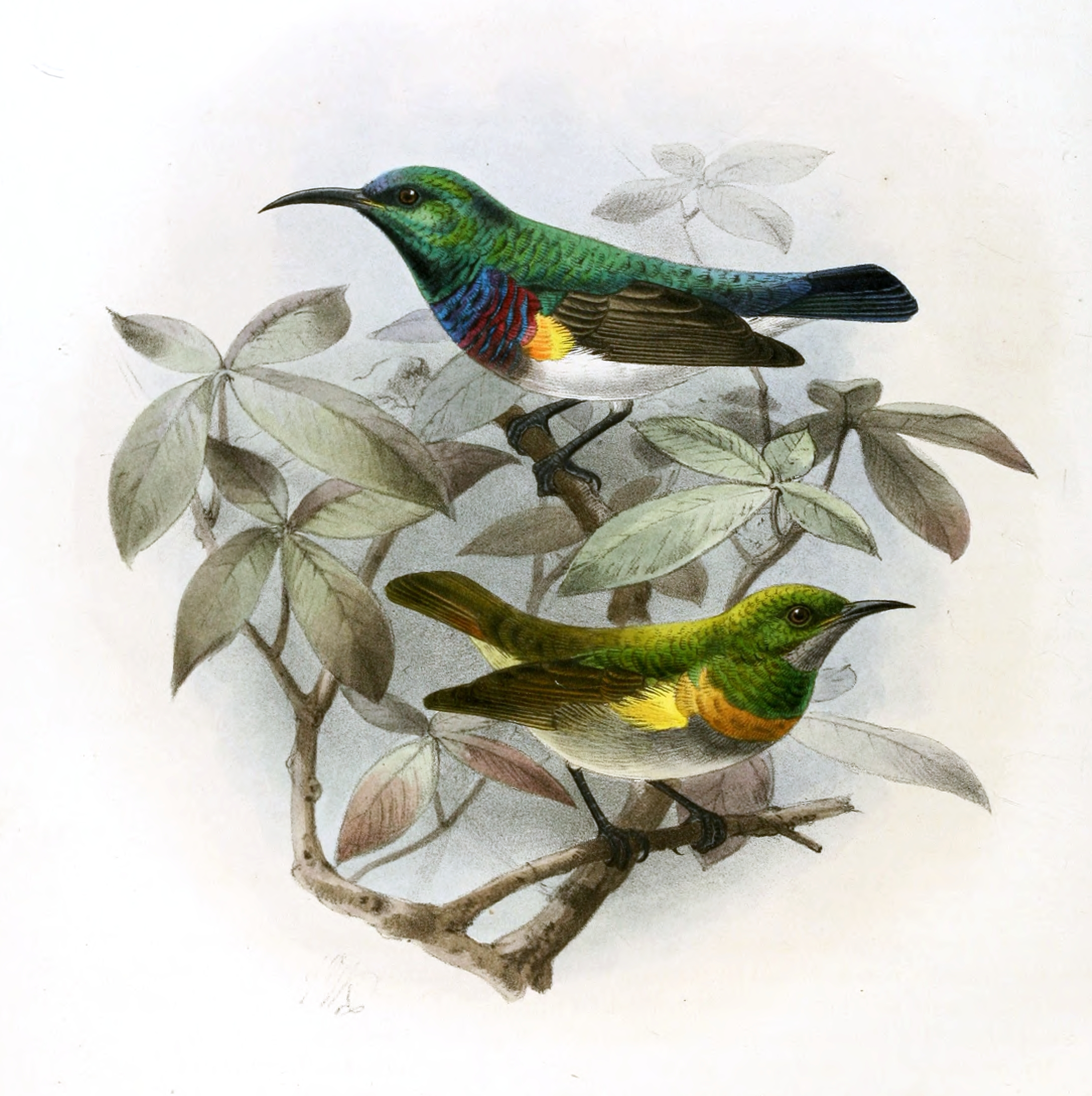
Illustration de Shelley en 1880. Sous-espèce A. r. tephrolaemus.

## Systématique
Le nom scientifique complet (avec auteur) de ce taxon est Anthreptes rectirostris (Shaw, 1812). Il a été décrit en 1812 par le zoologiste britannique George Kearsley Shaw (1751-1813) sous le protonyme Certhia rectirostris.
Ce taxon porte en français le nom vernaculaire ou normalisé suivant : Souimanga à bec droit.